# Hetty Krist

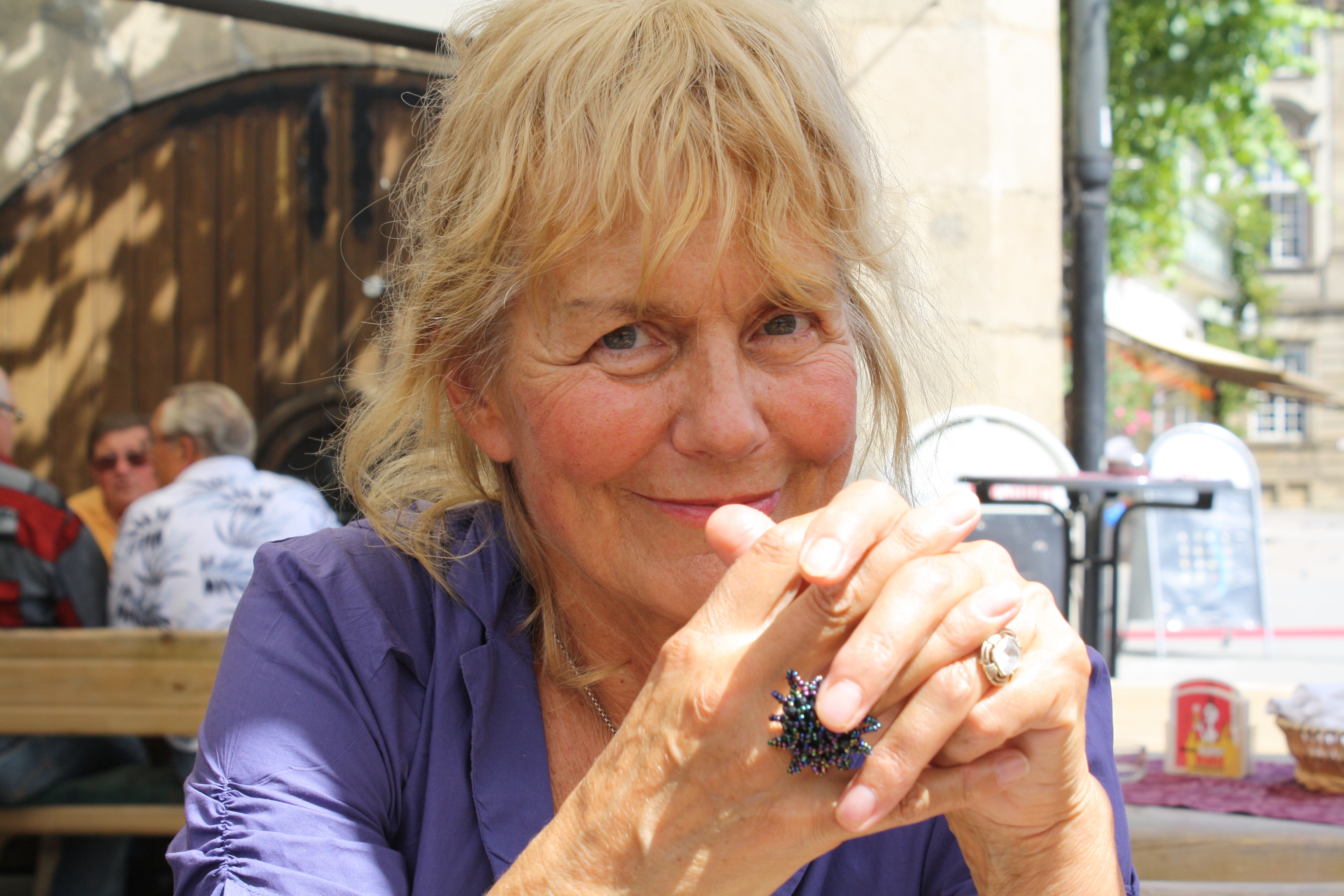
Hetty Krist (2009)

Hetty Krist (* 1942 in Den Haag) ist eine deutsch-niederländische Künstlerin, die durch ihre Zeichnungen, Radierungen und Lithographien international bekannt ist.

## Leben

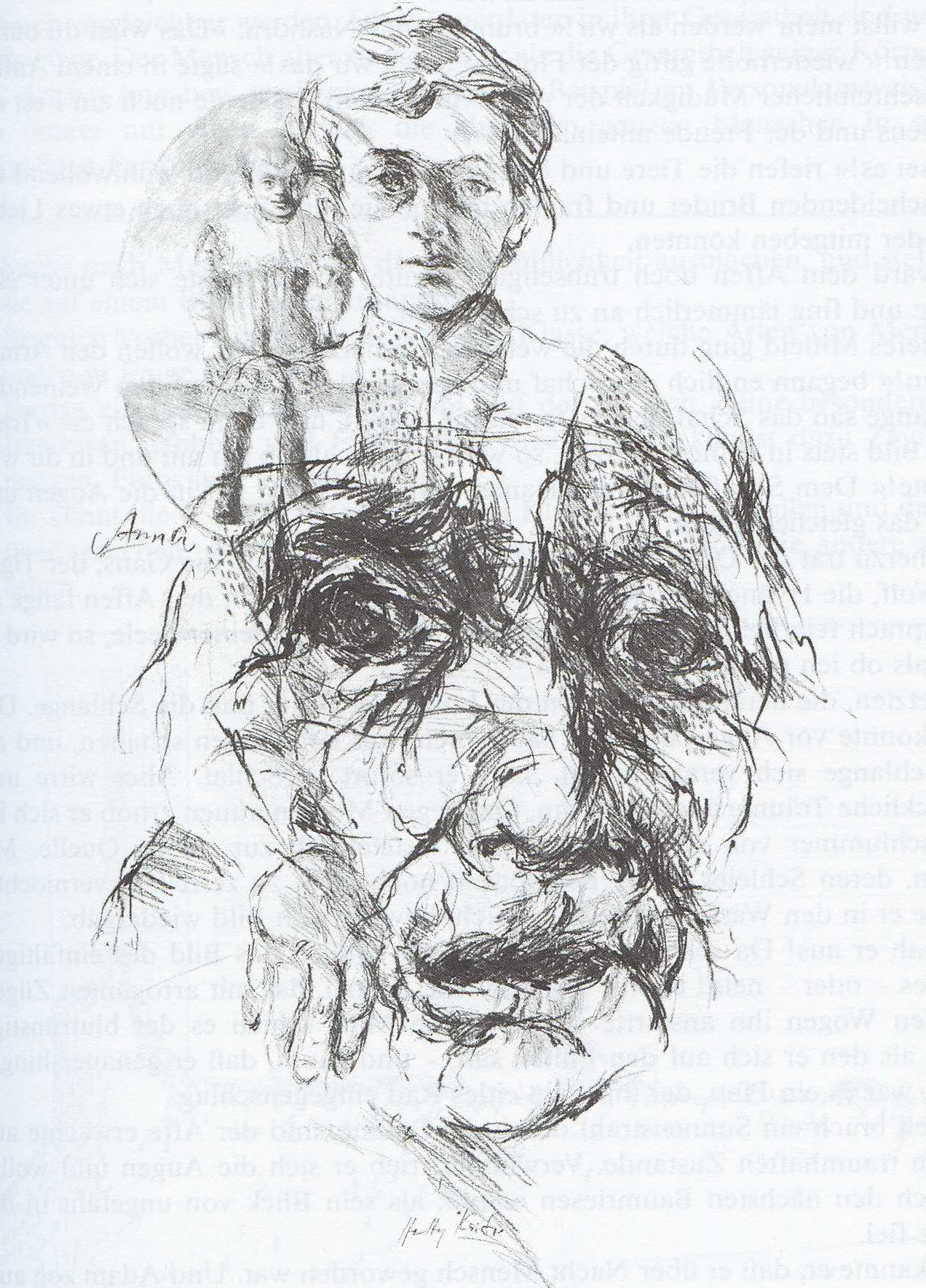
Hetty Krist, Anna (Zeichnung)

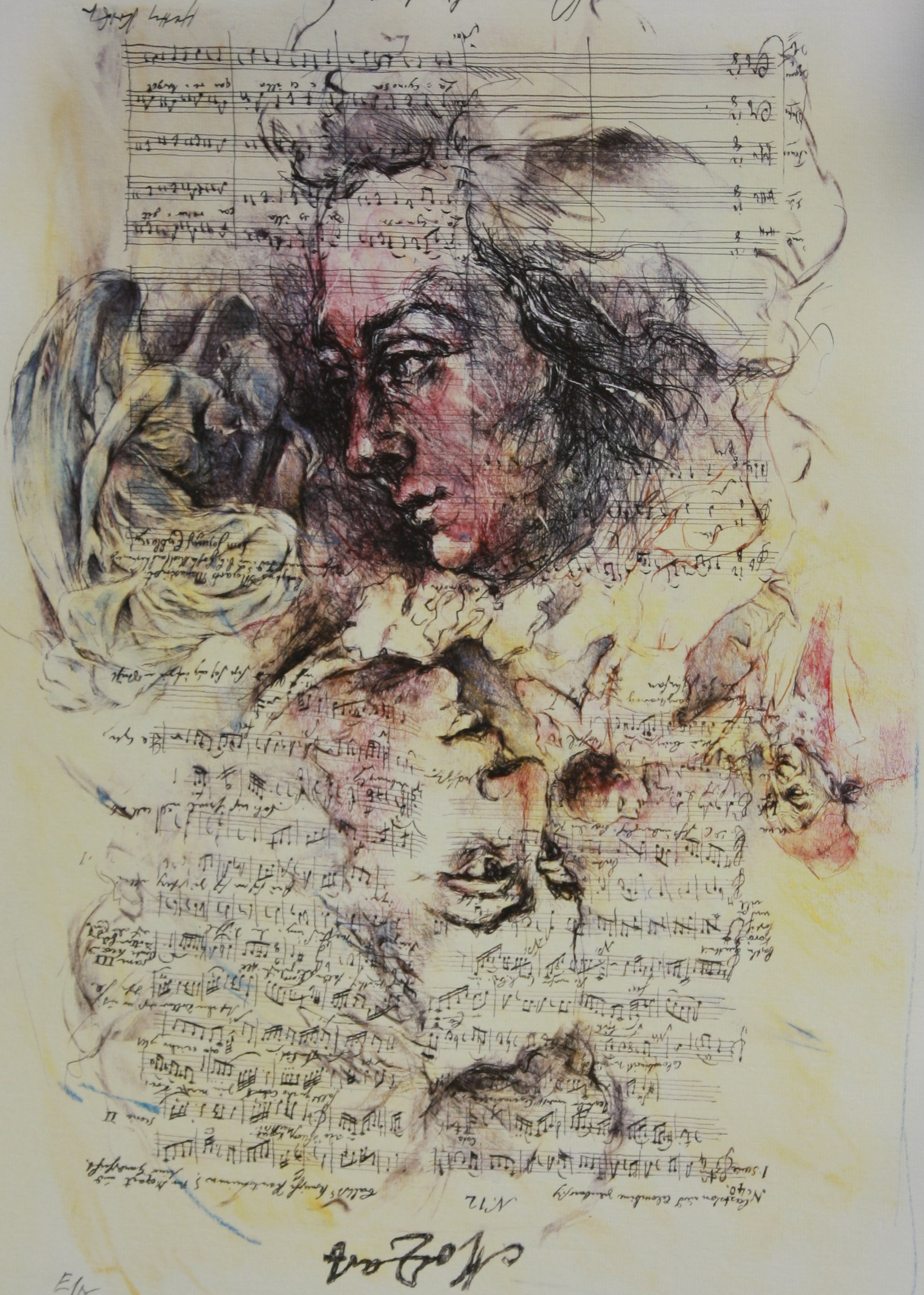
Hetty Krist, Mozart (Farblithographie)

Hetty Krist, geboren 1942 in Den Haag, studierte an der Kunstschule Basel. Seitdem zahlreiche Einzelausstellungen im In- und Ausland und Beteiligungen an den wichtigsten Biennalen für Handzeichnung und Graphik. Hetty Krist ist Dozentin für figürliches Zeichnen und Kunstgeschichte in Frankfurt am Main, Darmstadt und an der Hochschule RheinMain.
Von Hetty Krist befinden sich Arbeiten in Museen und in öffentlichem Besitz. So ein 16 m² großes Wandbild über das Leben des Albertus Magnus (4 Tafeln) in der Kirche St. Albert am Dornbusch in Frankfurt/M.
Die Künstlerin lebt und arbeitet in Frankfurt am Main.

## Preise und Auszeichnungen
- 1978 Prix Achat der Internationalen Biennale der Handzeichnung, Rijeka,
- 1980 Großer Preis der Handzeichnung, Internationalen Biennale für Figurative Kunst, Tuzla/Jugoslawien
- 1984 Preis für Zeichnung, Bundesministerium
- 1987 Preis der „Hanga Annual 87“, Metropolitan Museum Tokio und der 1. Bienal Intern. de Gravura 87, Campina Brasil
- 1987 Großer Norddeutscher Kunstpreis der Heitland Foundation, Celle (zusammen mit Rolf Böttcher).
- 2013 Ehrenmedaille für künstlerische Arbeit der Stadt Frankfurt/M.

## Ausstellungen (Auswahl)
- 1975 Internationale Graphikbiennale, Ljubljana; Kommunale Galerie Frankfurt/M. (mit Rolf Böttcher)
- 1976 Internationale der "Figurative-art" 30 Jahre UNO, Gradec; Germanisches Nationalmuseum Nürnberg (Wettbewerb der A. Dürer-Gesellschaft "Bild-Wort"); Internationale Graphikbiennale, Frechen (Köln); Internationale Kunstbiennale, Menton (Frankreich)
- 1977 World print competition, San Francisco (USA)
- 1978 Internationale der Zeichnung, Christchurch (Neuseeland); Internationale Graphikbiennale, Paris, Grand Palais; Fredrikstadt (Norwegen); 3. Biennale Europeenne de la Gravure, Mulhouse (Frankreich)
- 1979 Grafica International in Convergenza, Brescia, Bologna, Monza und Padua
- 1980 Kunsthalle Darmstadt; Kunstverein Hannover; Internationale Biennale der Handzeichnung, Rijeka (Jugoslawien); Centro della grafica, Bari; Tarent "Artists in Convergency"
- 1981 1. Europäische Triennale für Gravure, Venedig (Grado)
- 1982 „Deutsche Radierer der Gegenwart“, Kunsthalle Darmstadt; 2. Internationale Biennale für Figurative Kunst, Tuzla
- 1983 L’exposition internationale "Petit format de papier", Couvin (Belgien); Kunsthalle Darmstadt „Köpfe und Gesichter“; "Coups d’oell", Lyon (Frankreich)
- 1984 Intergraphik 84, Berlin (DDR); Internationale Independants Exhibition of prints, Kanagawa (Japan); British Tour of the selection of the 9. Intern. Drawing-Biennale Rijeka 84 (London, Edinburgh, North Wales)
- 1985 Studiengalerie der Universität Stuttgart; Kunsthalle Darmstadt; The 16. Yokosuka Peace Exhibition of Art, Tokyo (Japan); Kommunale Galerie im Leinwandhaus, Frankfurt/M.
- 1998 Martin-Buber-Haus Heppenheim.
- 2009 Europäische Akademie Otzenhausen; Galerie DAS BILDERHAUS, Frankfurt/M., Galerie AM PARK, Frankfurt/M.
- 2010 Kunstkreis Aichwald, Im Spiegel der Bilder; Kunstzentrum Bosener Mühle, Nohfelden-Bosen; Stadtteilbibliothek Rödelheim in Frankfurt/M.
- 2011 Galerie Friedrich Witzel, Frankfurt/M.

## Illustrationen (Auswahl)

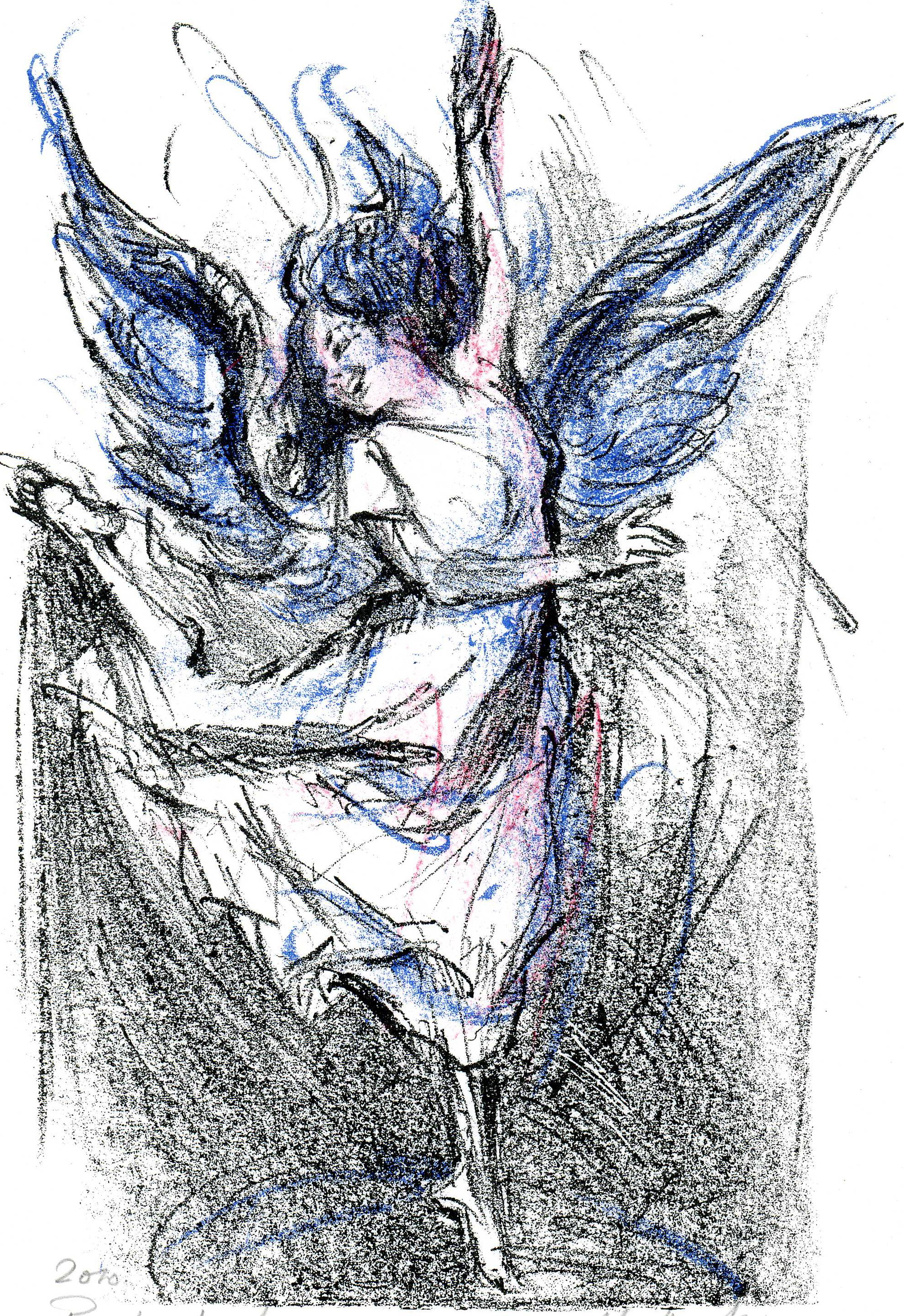
Hetty Krist, Engel für Aichwald (Farblithographie 2010)

- Arbeitsgruppe Kinderkatechismus, Erzähl mir vom Glauben. Gütersloh 1984. ISBN 3-579-01701-2.
- Meindart De Jong, Raymond und sein Pferd. Ravensburg 1971. ISBN 3-473-39204-9.
- Alexandre Dumas, Die Kameliendame. Lizenzausgabe für den Deutschen Bücherbund. Stuttgart/Hamburg/München o. J.
- Alexandre Dumas, Lady Hamilton. Lizenzausgabe für den Deutschen Bücherbund. Stuttgart/Hamburg/München o. J.
- Frieder Gadesmann (Hrsg.), Das Leben suchen. Religion 9/10. Frankfurt/M. 1988. ISBN 3-425-07868-2.
- Vilem Hejl, Die gesammelten Verbrechen Vladimit Hudec. Frankfurt/M. 1973. ISBN 3-436-01652-7.
- Lore Leher / Hetty Krist, Die Bunte Flaschenpost. Wien 1968. ISBN 3-451-70060-3.
- Urs Reger, Heidi kehrt heim. Stuttgart/Zürich 1970 (unter dem Pseudonym Ytte Meek)
- Margit Rehlen u. a., Am Anfang. Religion 1. Frankfurt/M. 1986. ISBN 3-425-07861-5.
- Margit Rehlen u. a., Am Anfang. Religion 2. Frankfurt/M. 1990. ISBN 3-425-07862-3.
- Frieder Stöckle, Ratatatata–tschuch-tschuch, jetzt bist du Staub! Frankfurt/M. 1992. ISBN 3-425-01335-1.
- Georg Telemann, Die Kürbisrassel. Freiburg im Breisgau 1995. ISBN 3-451-23010-0.
- M. Z. Thomas, Meine Puppe fliegt nach Tirol. München/Wien 1970. ISBN 3-505-03928-4.